# Quang phổ liên tục

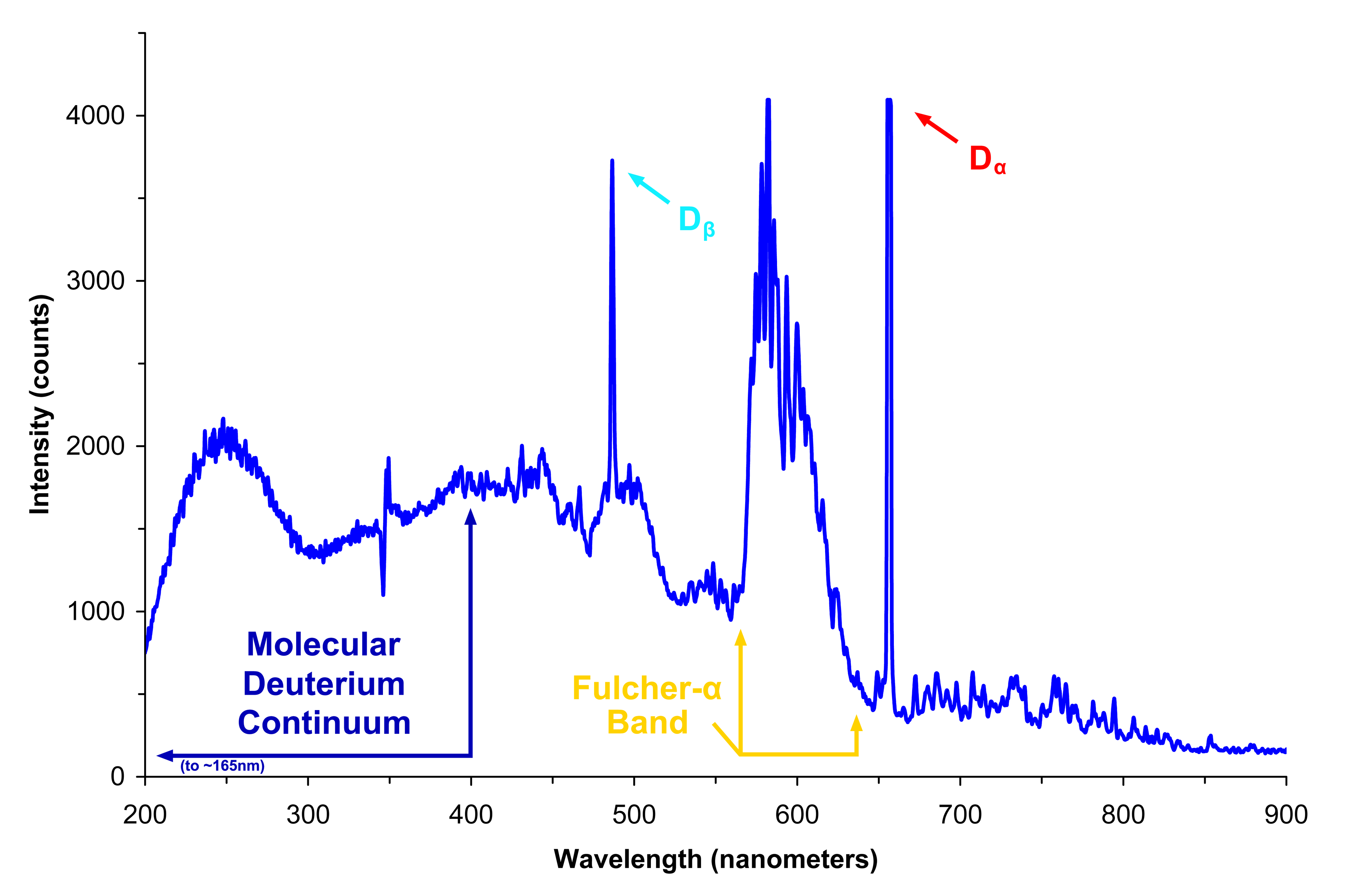
Quang phổ của ánh sáng phát ra từ đèn deuteri, cho thấy một phần riêng biệt (các đỉnh sắc nét cao) và một phần liên tục (thay đổi trơn tru giữa các đỉnh). Các đỉnh và thung lũng nhỏ hơn có thể là do sai số đo thay vì các vạch quang phổ rời rạc.

Trong vật lý, quang phổ liên tục thường có nghĩa là một tập hợp các giá trị có thể đạt được đối với một số đại lượng vật lý (như năng lượng hoặc bước sóng) được mô tả tốt nhất là một khoảng của các số thực, trái ngược với quang phổ rời rạc, một tập hợp các giá trị có thể đạt được rời rạc theo nghĩa toán học, nơi có một khoảng cách rõ ràng giữa mỗi giá trị và giá trị tiếp theo.
Ví dụ cổ điển về phổ liên tục, xuất phát từ tên gọi, là một phần của quang phổ phát xạ phát ra từ các nguyên tử hydro bị kích thích do các electron tự do liên kết với ion hydro và phát ra photon, được lan truyền trơn tru trên một phạm vi bước sóng rộng, trái ngược với các vạch rời rạc do các electron rơi từ trạng thái lượng tử bị ràng buộc xuống trạng thái năng lượng thấp hơn.
Như trong ví dụ cổ điển đó, thuật ngữ này thường được sử dụng khi phạm vi giá trị của một đại lượng vật lý có thể có cả phần liên tục và phần rời rạc, cho dù cùng một lúc hoặc trong các tình huống khác nhau. Trong các hệ lượng tử, quang phổ liên tục (như trong bremsstrahlung và bức xạ nhiệt) thường liên quan đến các hạt tự do, chẳng hạn như các nguyên tử trong khí, electron trong chùm electron hoặc electron dải dẫn điện trong kim loại. Cụ thể, vị trí và động lượng của hạt tự do có quang phổ liên tục, nhưng khi hạt bị giới hạn trong một không gian hạn chế, quang phổ của nó trở nên rời rạc.
Thông thường, một quang phổ liên tục có thể chỉ là một mô hình thuận tiện cho một quang phổ rời rạc mà các giá trị của nó quá gần để phân biệt, như trong các phonon trong một tinh thể.